# Приселков, Василий Иванович
Василий Иванович Приселков (1828—1894) — военный врач, тайный советник.

## Биография
После окончания с золотой медалью в 1851 году курса в Петербургской медико-хирургической академии состоял ординатором при 2-м военно-сухопутном госпитале и защитил докторскую диссертацию «О происхождении темной воды глаз». Служил на Кавказе во время русско-турецкой войны в 13-й пехотной дивизии. Затем был назначен инспектором тифлисской фельдшерской школы; в 1861 году — старшим военным доктором на Кавказе; с 1863 года находился при дворе великого князя Михаила Николаевича и в 1873 году был назначен военно-медицинским инспектором Одесского округа.
В 1876 году был призван на должность полевого военно-медицинского инспектора действующей дунайской армии и во время новой русско-турецкой войны работал над постановкой лазаретного дела, устройством перевязочных пунктов, снабжением их врачебными средствами и материалами и улучшением санитарных условий войсковых стоянок (в том числе в Плевне). Под его руководством производилась эвакуация сотни тысяч больных и раненых по железной дороге, на баржах по Дунаю и морем.
По окончании войны под редакцией В. И. Приселкова были изданы 3 тома этого отчёта, под заглавием: «Дунайская армия. Отдел врачебно-статистический» (1884—87). Этому же вопросу был посвящён и труд Приселкова: «Военно-санитарная часть действующей армии в минувшую войну» (СПб., 1881).
В 1886 году вместе с женой и детьми был внесён в родословную книгу (Указ Герольдии об утверждении в дворянстве от 4 июля 1886 г. № 2235). Герб рода дворян Приселковых внесен в Часть 15 Общего гербовника дворянских родов Всероссийской империи, стр. 107.
Последние годы жизни Приселков был непременным членом военно-медицинского учёного комитета.
Скончался 26 ноября 1894 года. Похоронен в Исидоровской церкви Александро-Невской лавры. Там же похоронена жена, Вера Николаевна († 4 марта 1897) и дочь, Екатерина Васильевна фон Розенбах († 14 ноября 1901) с внуком, Василием Розенбахом (13.07.1895—03.05.1896).

## Награды
- орден Св. Владимира 3-й ст.
- орден Св. Владимира 4-й ст.
- орден Св. Анны 1-й ст.
- орден Св. Анны 3-й ст. (с мечами)
- орден Св. Станислава 1-й ст. (с мечами)
- орден Св. Станислава 2-й ст.
- медали